# Epactionotus
Epactionotus es un género de pequeños peces de agua dulce de la familia Loricariidae en el orden Siluriformes. Sus 3 especies habitan en aguas cálidas del centro-este de América del Sur. La mayor especie alcanza una longitud total que ronda los 4 cm.

## Distribución
Este género se encuentra en ríos de aguas tropicales y subtropicales del centro-este de América del Sur, viviendo en pequeños arroyos del sudeste del Brasil y el extremo nordeste de la Argentina, perteneciente a la cuenca del Plata.

## Especies
Este género se subdivide en 3 especies:
- Epactionotus bilineatus R. E. dos Reis & S. A. Schaefer, 1998
- Epactionotus gracilis R. E. dos Reis & S. A. Schaefer, 1998
- Epactionotus itaimbezinho R. E. dos Reis & S. A. Schaefer, 1998

Epactionotus yasi Almirón, Azpelicueta & Casciotta, 2004 fue transferida al género Hisonotus.